# Badang (Ngoro)
Badang is een bestuurslaag in het regentschap Jombang van de provincie Oost-Java, Indonesië. Badang telt 5802 inwoners (volkstelling 2010).